# John Kirwan
(John Kirwan, intervista al Corriere della Sera )
Sir John James Patrick Kirwan (Auckland, 16 dicembre 1964) è un ex rugbista a 15 e a 13 e allenatore di rugby neozelandese, campione del mondo nel 1987 con gli All Blacks.
Da allenatore guidò la Nazionale italiana alla Coppa del Mondo di rugby 2003 e quella giapponese alle edizioni del 2007 e del 2011.
Per i suoi meriti sportivi fu insignito nel 1988 dell'onorificenza di Membro dell'Ordine dell'Impero Britannico; nel 2007 decise di rendere note le sue vicende di lotta alla depressione dalla quale fu colpito durante la sua carriera agonistica e accettò di figurare in un film-documentario di sensibilizzazione su tale malattia, All Blacks Don't Cry.
Ammesso nel 2003 nell'International Rugby Hall of Fame, per i suoi contributi alla ricerca sulla salute mentale e, ancora, allo sport, fu dapprima decorato nel 2007 con l'onorificenza di Ufficiale e, nel 2012, con quella di Cavaliere dell'Ordine al merito della Nuova Zelanda.

## Biografia
Cresciuto a Mangere, sobborgo di Auckland, in una famiglia di origine irlandese, John Kirwan, nipote di Jack Kirwan, già rugbista a 13 e a 15 per la Nuova Zelanda, frequentò le scuole superiori al collegio cattolico De la Salle, ma a 15 anni lasciò gli studi per lavorare come macellaio nell'esercizio commerciale di suo padre.
Nel frattempo era entrato a far parte della formazione dei Marist Brothers Old Boys.

### Carriera da giocatore
A 18 anni fu prelevato da John Hart, allenatore della squadra provinciale di Auckland, che lo fece esordire nel campionato nazionale del 1983; in quello stesso anno rappresentò anche la Nuova Zelanda a livello Under-21.
Il suo esordio a livello internazionale fu relativamente rapido, perché già nel giugno 1984 fu impegnato in due test match con gli All Blacks, avversaria la Francia a Christchurch e ad Auckland; l'incontro di debutto si risolse in una vittoria per 10-9, il secondo fu un altro successo, per 31-18.
Kirwan dovette tuttavia attendere un altro anno prima di entrare in pianta stabile in Nazionale: fu soltanto nel giugno 1985, infatti, che questi disputò il suo terzo test, ancora a Christchurch contro l'Inghilterra; nel successivo incontro della serie contro gli inglesi, una vittoria 42-15, giunse anche la prima mèta.
Nel 1985 il Benetton ingaggiò Kirwan approfittando dei calendari stagionali invertiti dell'Emisfero Sud.
Disputò la sua prima Bledisloe Cup nel 1986, sconfitto in casa dall'Australia di David Campese per 12-13; la rivalità sportiva tra i due giocatori caratterizzò buona parte della loro carriera, perché ebbero modo di incontrarsi frequentemente anche nel campionato italiano (Campese militava all'epoca nel Petrarca).

John Kirwan e Craig Green campioni d'Italia 1988-89 con il

Nel 1987 si tenne la prima edizione assoluta della Coppa del Mondo e la partita d'apertura fu Nuova Zelanda - Italia, che si disputò ad Auckland il 20 maggio.
Kirwan fu tra i giocatori inclusi da John Hart nella rosa, e contro l'Italia realizzò una meta, partendo dalla propria linea dei 22 metri, correndo in solitaria per circa 70 metri ed evitando almeno sette tentativi di placcaggio; la realizzazione è rimasta tuttora tra le migliori e le più spettacolari marcate a livello internazionale.
Nel prosieguo della competizione Kirwan realizzò altre cinque mete, compresa quella contro la Francia nell'incontro di finale vinto 29-9; oltre a laurearsi campione del mondo Kirwan conseguì il risultato personale di miglior marcatore di mete del torneo (6).
Pluricampione del National Provincial Championship in patria, nel 1988-89 contribuì in maniera decisiva alla vittoria del quarto titolo nazionale del Treviso: nella finale di Bologna contro Rovigo, con la partita ancora in bilico nei minuti finali, Kirwan realizzò una spettacolare meta che assicurò la vittoria alla Benetton.
Fu, quello, il suo ultimo incontro con la formazione della Ghirada; nella stagione successiva militò a Thiene prima di tornare in patria.
In quattro stagioni al Benetton Kirwan aveva disputato 60 incontri di campionato e realizzato 46 mete.
In Nuova Zelanda Kirwan vinse ulteriori tre titoli nazionali con Auckland, formazione in cui rimase fino al 1994.
Prese, ancora, parte alla Coppa del Mondo di rugby 1991 in Inghilterra, dove gli All Blacks giunsero terzi, eliminati in semifinale dall'Australia di David Campese; fino al 1994 continuò a giocare in Nazionale, poi, dopo un incontro all'Eden Park contro il Sudafrica, fu inaspettatamente messo da parte dal C.T. Laurie Mains in vista della Bledisloe Cup contro l'Australia, decisione che portò Kirwan a criticare pubblicamente il tecnico.
L'esclusione dalla Nazionale spinse quindi Kirwan a diventare professionista nel rugby a 13, facendo seguito a dei contatti con la formazione cittadina degli Auckland Warriors per i quali firmò un contratto annuale nel 1995 con un'opzione per il 1996.
Il trasferimento di Kirwan rappresentò, all'epoca, un motivo di frizione tra i due codici della disciplina in quanto il 13, all'epoca l'unico professionistico, minacciava di sottrarre talenti al 15.
Nel 1996, all'epoca della scissione della Lega professionistica di rugby a 13, Kirwan annunciò il suo proposito di giocare in Francia al Paris-Saint-Germain XIII se la nascente Super League di Rupert Murdoch non fosse stata autorizzata a giocare anche in Australia.
Tale proposito rientrò quando sia la Super League che la Australian Rugby League (nel 1997 poi riunitesi sotto la National Rugby League) poterono organizzare due campionati paralleli, e Kirwan, con 10 mete marcate, si impose come il miglior realizzatore stagionale.
Terminato il suo rapporto con i Warriors ebbe, nel 1996, il suo primo contratto professionistico anche nel rugby a 15, nei giapponesi NEC Green Rockets di Abiko, in cui restò quasi quattro stagioni complete come giocatore-allenatore; a fine 1999 ricevette infatti un'offerta dalla federazione rugbistica provinciale di Auckland per tornare in patria e aggregarsi allo staff tecnico dei Blues, franchise professionistica di Super Rugby.
Kirwan cessò quindi la sua carriera al termine della stagione di campionato giapponese 1999-2000.

### Carriera da allenatore
Per due anni Kirwan fu allenatore in seconda dei Blues, con i quali disputò i Super 12 del 2000 e del 2001.
Alla fine del 2001 la Federazione Italiana Rugby ingaggiò Kirwan come allenatore in seconda e preparatore dei tre quarti della Nazionale in affiancamento al suo conterraneo Brad Johnstone, anch'egli un ex All Black ; l'impegno originario era quello di accompagnare l'Italia alla Coppa del Mondo di rugby 2003 in coppia con l'allenatore-capo, ma dopo il Sei Nazioni 2002 concluso senza vittorie, il presidente federale Giancarlo Dondi decise l'avvicendamento al vertice dello staff tecnico e la promozione di Kirwan a C.T..

#### C.T. della Nazionale italiana
Già dai primi raduni Kirwan introdusse nuove tecniche di allenamento tendenti a sviluppare resistenza e forza fisica, e rimettendo in discussione anche presenze storiche della squadra che non fossero state ritenute fisicamente idonee.
Al Sei Nazioni 2003 esordì battendo il Galles 30-22, per quella che rappresentava la seconda vittoria in assoluto dopo quella contro la Scozia nel 2000; tale vittoria interrompeva un digiuno di 14 sconfitte consecutive nel torneo; guadagnata la qualificazione alla Coppa del Mondo di rugby 2003 in Australia, Kirwan, in un girone che comprendeva anche la sua Nuova Zelanda, di nuovo il Galles, Tonga e Canada guidò la squadra a due vittorie (risultato comunque mai conseguito nel torneo) sulle ultime due; la partita di debutto contro gli All Blacks fu persa 7-70 quindi divenne decisivo l'ultimo incontro con i gallesi, che tuttavia fu perso 15-27.
Nonostante la mancata qualificazione Kirwan fu confermato alla guida della Nazionale fino alla Coppa del Mondo di rugby 2007; battuta la Scozia nel Sei Nazioni 2004, tenne per la seconda volta consecutiva l'Italia lontana dal Whitewash e dall'ultimo posto della classifica del torneo, ma l'edizione 2005 si concluse senza vittorie, e la Federazione, già da qualche mese in polemica con il suo commissario tecnico, lo esonerò pochi giorni dopo la fine della competizione, chiudendo un quinquennio di conduzione neozelandese con l'affido della panchina al francese Pierre Berbizier.

#### C.T. della Nazionale giapponese

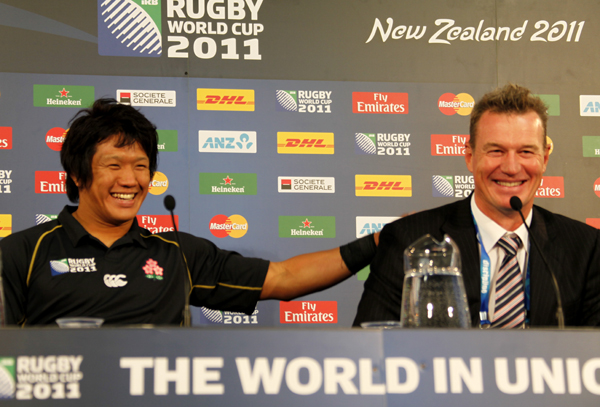
Kirwan durante una conferenza stampa da C.T. del alla

A fine 2006 Kirwan accettò l'offerta di guidare la Nazionale giapponese a partire dal 1º gennaio successivo.
Il primo impegno fu la Coppa del Mondo di rugby 2007, in cui Kirwan riuscì a guidare il Giappone alla conquista dei suoi primi punti fin dall'edizione 1991, un pareggio 12-12 contro il Canada; nonostante l'eliminazione poté continuare il suo lavoro in preparazione alla Coppa del Mondo di rugby 2011, per la quale riuscì a guadagnare la qualificazione; un tour del 2010 in Europa diede buoni risultati, con l'unica sconfitta rimediata contro la Scozia per 5-24.
Ciononostante, alla rassegna mondiale, che si tenne proprio in Nuova Zelanda, il Giappone concluse, come quattro anni prima, con tre sconfitte e un pareggio, ancora una volta contro il Canada (allenato dall'ex compagno di nazionale Kieran Crowley), per 23-23; nell'immediato Kirwan paventò le dimissioni, poi rientrate, ma che giunsero comunque dopo la fine della competizione.

#### Allenatore dei Blues
A luglio 2012 il presidente della franchise di Super Rugby dei Blues Gary Whetton annunciò di avere ingaggiato John Kirwan come allenatore della squadra per il biennio 2013-14; Kirwan, che aveva ereditato una squadra giunta ultima nella conference neozelandese del Super Rugby 2012, terminò la stagione 2013 al terzo posto della sua zona e decimo complessivo.
Anche il 2014 fu avaro di successi e alla fine della stagione 2015, dopo tre solo vittorie in tale edizione di torneo, Kirwan rassegnò le dimissioni da allenatore, preferendo declinare anche l'offerta di un ruolo alternativo all'interno della franchise.
Per i suoi meriti rugbistici Kirwan figura dal 2003 nell'International Rugby Hall of Fame.

### Vita privata
John Kirwan è sposato con Fiorella Tomasi, ex pallavolista trevigiana conosciuta durante il periodo di militanza nel Benetton.
La coppia ha tre figli, Francesca (nata nel 1993 ad Auckland e anch'essa pallavolista professionista in Italia, Paese per la cui Federazione è tesserata), Niko (calciatore) e Luca, membro del Team Luna Rossa (imbarcazione) in qualità di cyclor.
Nel 1988, per i suoi meriti rugbistici, fu insignito dalla regina Elisabetta II dell'onorificenza di membro dell'Ordine dell'Impero Britannico.
Nel 2006 Kirwan rese note al pubblico le sue vicende legate alla depressione, che lo colse nel periodo a cavallo tra gli anni ottanta e novanta, e di come riuscì a superarle grazie all'aiuto di specialisti; da allora è testimonial di campagne di sensibilizzazione su tale disturbo e per tale suo impegno ricevette dapprima l'onorificenza di ufficiale dell'Ordine al merito della Nuova Zelanda nel 2007 e, successivamente, nel 2012, anche quella di cavaliere dello stesso Ordine, con diritto a fregiarsi del titolo di Sir.
Sulla sua vicenda scrisse Reaching Out nel 2009 e fu interprete di un cortometraggio-documentario del regista Julian Shaw, All Blacks Don't Cry, cui fece seguito anche un libro omonimo, la prima stesura della cui edizione italiana, Gli All Blacks non piangono (2014, Castelvecchi), è stata curata dalla figlia Francesca.
Da un sondaggio condotto nel 2013 tra i lettori dell'edizione neozelandese del Reader's Digest John Kirwan è risultato la personalità pubblica del Paese che riscuote la maggior fiducia dai suoi connazionali, alla guida di una classifica che vede nei primi 20 posti personaggi internazionalmente noti come i suoi colleghi Richie McCaw, Dan Carter e Colin Meads e il regista Peter Jackson.

## Palmarès
- Coppe del mondo: 1
Nuova Zelanda: 1987
- National Provincial Championship: 8
Auckland: 1984, 1985, 1987, 1988, 1989, 1990, 1993, 1994
- Campionati italiani: 1
Benetton Treviso: 1988-89